# Мальчик из Варшавского гетто
«Мальчик из Варшавского гетто» (используются другие названия) — чёрно-белая фотография, сделанная во время восстания в Варшавском гетто (предположительно, в 1943 году) и являющаяся частью (№ 12) так называемого рапорта Юргена Штропа, группенфюрера СС, командующего подавлением восстания.
На фотографии показаны арестованные евреи, которых немецкие войска выводят из здания. После того как фотография была сделана, всех евреев, изображённых на фото, отправили на Умшлагплац и депортировали в Майданек или Треблинку.
Ребёнок на переднем плане, личность которого так и не была установлена, стал олицетворением 6 миллионов беззащитных евреев, убитых нацистами.
Является одной из знаковых фотографий о Холокосте и активно используются в изобразительном искусстве, литературе и кинематографе.
Фотография входит в список «The Most Influential Images of All Time» журнала Time.

## Описание

Нумерация основана на анализе Ричарда Раскина

Учёный Ричард Раскин утверждает, что на фотографии изображено 25 человек: пятеро немецких солдат и двадцать евреев. Согласно Раскину, на фото четверо детей: девочка (№ 22 на фото) и трое мальчиков (18, 24, 25), среди взрослых — семь женщин (1, 6, 8, 9, 17, 20, 23) и восемь мужчин (2, 3, 4, 5, 7, 10, 11, 21). Все евреи, чьи руки видны, поднимают хотя бы одну из них, указывая на то, что они сдаются.
Раскин полагает, что колонна неподвижна, потому что была остановлена специально, чтобы сделать фото.
Польский историк Анджей Жбиковски считает, что фотография была сделана в первые дни восстания, до того как немцы начали поджигать дома гетто.
Среди евреев выделяется маленький мальчик (25), который стоит в стороне от остальных людей и смотрит в сторону фотографа. На его лице отчётливо видны страх, беспомощность и печаль, на лицах других евреев — напряжение.
Среди пятерых немецких солдат выделяется тот, который находится справа от маленького мальчика (16). Это единственный из военных, кого не прикрывают другие люди. Он держит пистолет-пулемёт, который направлен примерно в нижнюю часть пальто мальчика. Создаётся впечатление, будто он позирует фотографу.

### Мальчик
На сегодняшний день личность мальчика под номером 25 официально не установлена. Существует несколько претендентов, но в биографиях каждого из них есть детали, которые не стыкуются с историей фотографии. Доподлинно известно только то, что мальчику на фотографии, вероятно, было меньше 10 лет, поскольку у него отсутствует нарукавная повязка со Звездой Давида.   

#### Артур Деб Семятек
Эта версия была выдвинута ещё в 1950 году, когда две женщины независимо друг от друга заявили, что мальчик на фотографии родился в Ловиче в 1935 году, но свидетель впервые появился в 1977-78 годах, причём только один источник выдвигал такую версию — жительница Варшавы Ядвига Пясецкая. Согласно заявлению, которое она подписала 24 января 1977 года, мальчик на фотографии — это внук её брата Артур Деб Семятек, который родился в Ловиче в 1935 году. Он был сыном Леона Семятека и Сары Деб. Похожие показания были даны в Париже 28 декабря 1978 года мужем Ядвиги Пясецкой, Генриком Пясецким. По информации, которую родственники Семятека сообщили информационному агентству «Франс-Пресс», Артур умер в Варшаве весной 1943 года.

#### Леви Зейлинваргер
В конце 1999 года 95-летний Авраам Зейлинваргер обратился в Дом борцов гетто в Израиле. Он сообщил музею, что мальчик на фотографии — это его сын Леви, 1932 года рождения, а женщина рядом с ним — его жена Ханна. Причём фотография была сделана в гетто на Купеческой улице, недалеко от улицы Налевки. Леви и Ханна не пережили Холокост.
Ричард Раскин, получив доступ к довоенным фотографиям Леви, однако, усомнился в данном тождестве.

#### Исраэль Рондель
После того, как в «Jewish Chronicle» было напечатано, что мальчиком является Артур Деб Семятек, некий бизнесмен из Лондона связался с газетой и заявил, что мальчиком был на самом деле он. Хотя он попросил не называть его имени, британский таблоид «News of the World» раскрыл его личность. Хотя газета назвала его Исси Рондель, на веб-сайте Яд Вашема он указан как Исраэль Рондель.
Притязания Ронделя в итоге были оспорены: Рондель заявил, что фото было сделано ещё в 1941 году (что крайне маловероятно), и что во время съёмки на нём не были надеты носки (в «Jewish Chronicle» была напечатана версия фотографии с обрезанным низом, из-за чего в этом варианте было не видно, что мальчик на самом деле носил гольфы). Ричард Раскин аналогично подверг притязания Ронделя сомнению.

#### Цви Нуссбаум
В 1982 году Цви Нуссбаум, отоларинголог из Нью-Сити, заявил в статье в «New York Times», что, по его мнению, он был этим мальчиком. В отличие от других претендентов Нуссбаум никогда не претендовал на тождество со стопроцентной уверенностью. В конечном итоге в заявлении Нуссбаума обнаружились нестыковки в виде несовпадения временных периодов, а судебный антрополог К. Р. Бернс из Университета Джорджии, проведя сравнение с фотографией Нуссбаума от 1945 года, отметил, что у мальчика на фотографии и Нуссбаума различается форма ушей.

### Другие люди
На сегодняшний день часть остальных арестованных была опознана их родственниками, но без детальных подтверждений. Девочка под номером 22 была опознана как Ханка Ламет (родилась в Варшаве в 1937 году, погибла в лагере смерти Люблин-Майданек в 1943 году), женщина под номером 20 — её мать Матильда Ламет-Гольдфингер (обе были опознаны их тётей и сестрой Эстер Гросбард-Ламет), мальчик под номером 19 — либо Арон Лейзер Картузинский (опознан его сестрой Ханой Иченгрин), либо Гарри-Хаим Нишавер (по данным Яд Вашема), женщина под номером 17 — Голда Ставаровская (опознана её внучкой Голдой Шулькс).
Единственный человек на фотографии, чья личность сегодня твёрдо установлена, это немецкий солдат под номером 16 — роттенфюрер СС Йозеф Блёше (5 февраля 1912 — 29 июля 1969). Он также присутствует ещё на нескольких других фотографиях, входящих в рапорта Юргена Штропа. Во время пребывания в Варшавском гетто он отличался особой жестокостью. Например, несколько выживших сообщили о беспорядочной стрельбе, которую он производил во время своих поездок по гетто. Блёше избежал возмездия после поражения Германии, но в итоге был арестован в январе 1967 года и приговорён к смертной казни. О том, что он запечатлён на фотографии, Блёше заявил на следующий день после ареста. Он также рассказал, что заключённые на фотографии были засняты во время отправки на Умшлагплац, откуда их отправили в лагерь смерти Треблинка. Позже, уже на самом суде, он неожиданно заявил, что никогда не сопровождал арестованных евреев на Умшлагплац и поэтому не знает, что случилось с людьми на фотографии после ареста. Однако, поскольку Блёше в итоге признал свою причастность к массовым расстрелам, то Ричард Раскин предположил, что люди на фотографии могли быть расстреляны в самом же гетто.

## Значение
«Нью-Йорк Таймс» опубликовала этот снимок 26 декабря 1945 года вместе с другими снимками из рапорта Штропа, которые использовались в качестве доказательств на Нюрнбергском процессе.
Фотография не была широко известна до 1970-х годов. Впоследствии о ней было написано несколько книг.
Переживший Холокост художник Сэмюэл Бак создал серию из более чем сотни картин, вдохновлённых фотографией, а также собственным опытом и воспоминаниями о потерянном друге детства.